# Richard Sapper

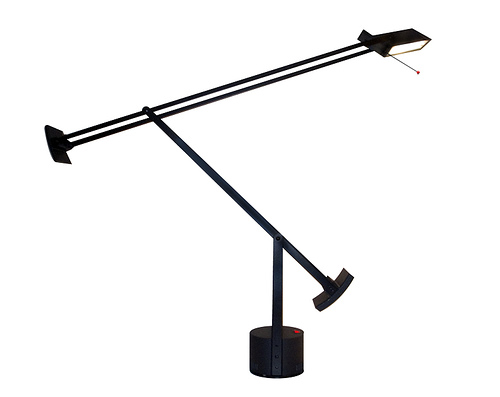
The Tizio lamp by Richard Sapper

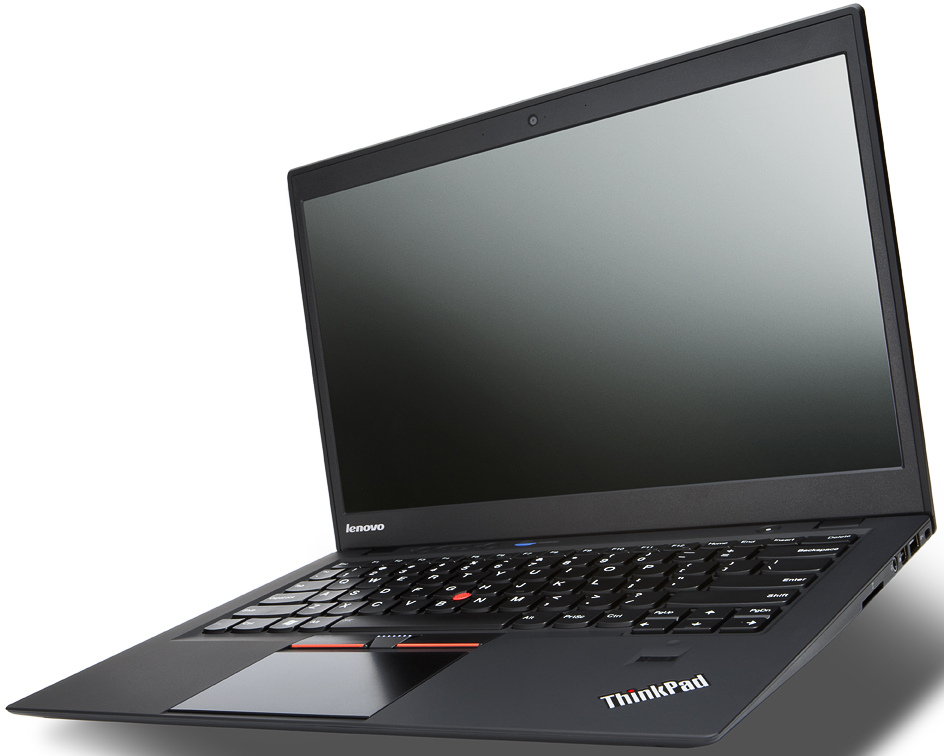
ThinkPad X1

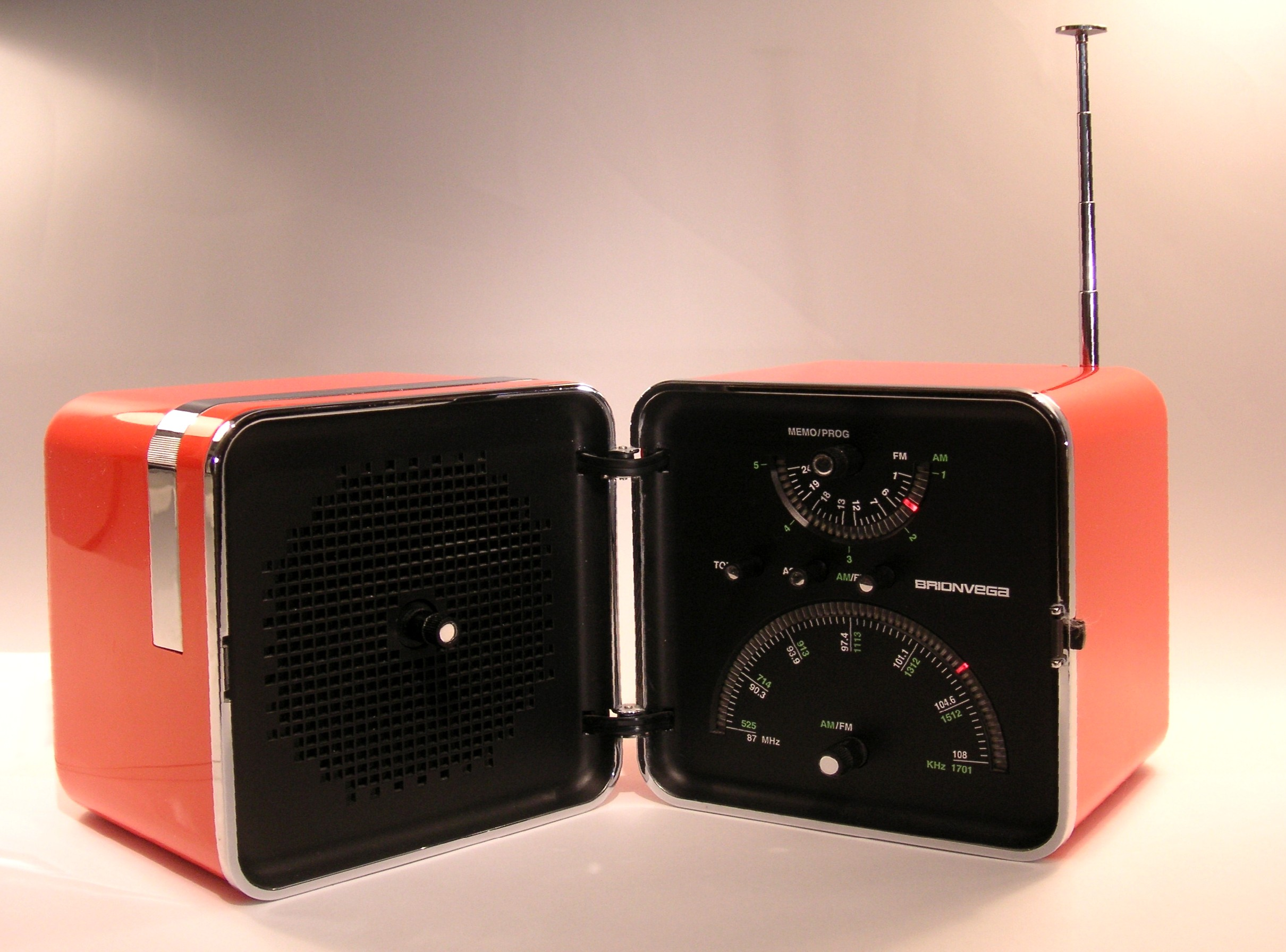
Radio TS502

Richard Sapper (nascido em 1932, Munique, Alemanha) é um designer industrial alemão.  Seus produtos geralmente mostram uma combinação de inovação técnica e simplicidade de forma, muitas vezes revelando um elemento de humor e surpresa. Sapper recebeu inúmeros prêmios internacionais de design, incluindo 11 dos prestigiados premios Compasso d'Oro, e da Lucky Strike o Prêmio Fundação Raymond Loewy Greve. Seus produtos fazem parte das coleções permanentes em museus de todo o mundo, com mais de 15 desenhos representados no Museu de Arte Moderna (MoMA) em Nova York e no Museu Victoria and Albert, em Londres.
Sapper estudou engenharia mecânica e economia entre 1952 e 1954 na Universidade de Munique. Entre 1956 e 1957 ele trabalhou no centro de styling da Mercedes-Benz em Stuttgart. Mais tarde, ele se mudou para a Itália para trabalhar no estúdio de Gio Ponti, em Milão até 1958 e, posteriormente, no departamento de design de La Rinascente. Em 1959 Sapper fez parceria com o arquiteto e designer italiano Marco Zanuso. Esta colaboração durou mais de 18 anos até 1977. Desde de 1959, Zanuso e Sapper foram contratados como consultores para Brionvega, uma empresa italiana focada em design, a fim de competir com produtos eletrônicos fabricados no Japão e na Alemanha. Juntos, eles projetaram uma série de rádios e televisões que se tornaram ícones do design clássico. Entre os projetos mais importantes o compacto e portátil TV Doney (1962), a primeira TV a funcionar com transistores, e a Rádio TS502 (1965), uma caixa retangular com abertura dobradicas que ao abrir revela o alto-falante e controles de uso. Usando a estetica de escultura minimalistica criaram o compacto celular em 1965 Grillo, o telefone das empresas Siemens e Itatel. O Grillo foi o primeiro telefone com dobradiças que dobra sobre si mesmo, tornando-se um precursor para o design de telefones celulares móveis. Em 1964, Sapper e Zanuso projetaram o K1340 cadeira de crianças para Kartell, a primeira cadeira feita inteiramente de materiais plásticos.
Desde o início de sua atividade independente em 1959, Sapper projetou o relógio de mesa "Static" Lorenz que lhe valeu o primeiro prémio Compasso d'Oro e que ainda está em produção ate hoje. Em 1972 Sapper projetou o icônico candeeiro de mesa Tizio para Artemide. Uma das primeiras luminárias de halogéneo, cujos braços também são usados para conduzir a corrente em baixa tensão, eliminando a necessidade de cabos. O modelo Tizio continua a ser um objeto de culto e uma das melhores lâmpadas de venda já produzidas no mundo. Sapper continuou a criar desenhos clássicos como a série de cadeiras de escritório para Knoll em 1979 SapperChair, uma série de cronômetros para Heuer em 1976 e Nena a cadeira dobrável para B & B Italia, em 1984. Em 1978 Alessi encomendou o primeiro projeto do que viria a ser uma longa série, a máquina de café expresso "9090". Este produto foi seguido pelo bule de assobiar duas notas em 1984, o chá de Bandung, em 1990, o Coban mesa de café em 1997, o ralador de queijo Todo em 2006, e um número de panelas e utensilios de cozinha chamado La Cintura di Orione em 1986 e 2009, em colaboração com cozinheiros renomados como Roger Verge, Pierre e Michel Troisgros e Alain Chapel.
Em 1980 Sapper foi contratado como consultor principal de design industrial para a IBM e começou a desenhar numeroso laptops, incluindo o primeiro ThinkPad (700C) em 1992, que rompe com a tradição das máquinas em tons de cinza pérola típico da empresa, introduzindo em seu lugar uma caixa retangular preta simples e elegante. Esta caixa minimalista se abre para revelar uma surpresa: um pequeno botão vermelho no meio do teclado, que serviria para controlar o cursor na tela. Sapper continua a trabalhar com marca ThinkPad e como consultor de design da Lenovo, depois de aquisição de PCs da IBM pela Lenovo de 2005 até à data.
Durante o curso de sua carreira, Sapper mostrou grande preocupação com os problemas de transporte. Ele trabalhou com a FIAT em estudos experimentais com ênfase em especial nos sistemas de pára-choque dos pneus Pirelli, e no desenvolvimento de estruturas pneumáticas. Fundou em 1972 com o arquiteto Gae Aulenti um grupo de trabalho para o estudo de novos sistemas de transportes urbanos, um tema que ele aprofundou na exposição XVI Trienal de Milão em 1979, onde o projeto de um ônibus da marca FIAT foi apresentado, no qual passageiros poderiam guardar as suas bicicletas em um suporte especial. Seu interesse culminou na criação de Zoombike (que ja deixaram de ser fabricadas), uma tecnologia de bicicleta dobrável e leve, desenvolvida para alcançar força e aceleração desejada, dobradas com a facilidade de um guarda-chuva a bicicleta pode ser facilmente armazenada no porta-malas do um carro.
Sapper ensinou e deu aulas na Universidade de Yale, na Academia de Belas Artes de Stuttgart, na Universidade de Pequim, no Royal College of Art em Londres, na Academia Domus em Milão, na Universidade de Buenos Aires e na Universidade de Artes Aplicadas em Vienna.
Sapper é membro honorário da Royal Society of Arts, na Inglaterra, e um membro da Akademie der Künste, na Alemanha. Em 2009, Sapper recebeu o Lifetime Achievement Award dado pelo Conselho Alemão de Design e um doutorado honorário da Universidade da Carolina do Norte pela sua carreira em design em 2010. Em 2012, Sapper recebeu a Cruz do Mérito do Presidente da República Federal da Alemanha.[carece de fontes?]